# Уборщица (телесериал, 2022)
«Уборщица» (англ. The Cleaning Lady) — американский драматический телесериал, созданный Мирандой Квок; адаптация аргентинского телесериала La Chica Que Limpia 2017 года. Премьера сериала состоялась 3 января 2022 года на американском телеканале FOX.
25 августа 2022 телесериал был продлен на второй сезон. Премьера второго сезона состоялась 19 сентября 2022 года.
В феврале 2023 года канал FOX продлил телесериал на третий сезон и Джаннин Реншоу присоединилась к нему в качестве исполнительного продюсера и сошоураннера.
Премьера третьего сезона телесериала состоится на американском телеканале FOX 5 марта 2024 года.
12 мая 2024 года телеканал FOX продлил телесериал на четвертый сезон.

## Сюжет
Врач Тони Де Ла Роса приезжает из Филиппин в США, чтобы вылечить своего тяжелобольного сына. Она находится в Америке нелегально, поэтому зарабатывает на хлеб уборкой. Когда сыну отказывают в лечении, женщине приходится предпринимать решительные меры.
Однажды она случайно становится свидетельницей убийства и, чтобы остаться в живых, вызывается убрать место преступления. С этого момента Тони осваивается в преступном мире и пробует занять в нём законное место, оттирает кровь жертв криминальных разборок.

## В ролях

### Основной состав
- Элоди Юнг — Тони Де Ла Роса
- Марта Миллан — Фиона Ривера (Де Ла Росса)
- Оливер Хадсон — агент ФБР Гаррет Миллер
- Адан Канто — Армандо Моралес
- Себастьян Ласалль — Лука, сын Тони

## Обзор сезонов
| Сезон | Сезон | Эпизоды | Дата показа      | Дата показа     | Рейтинг Нильсона | Рейтинг Нильсона       |
| Сезон | Сезон | Эпизоды | Премьера         | Финал           | Ранк             | Зрители США (миллионы) |
| ----- | ----- | ------- | ---------------- | --------------- | ---------------- | ---------------------- |
|       | 1     | 10      | 3 января 2022    | 14 марта 2022   | 47               | 5.17                   |
|       | 2     | 12      | 19 сентября 2022 | 12 декабря 2022 | 69               | 3.52                   |
|       | 3     | 12      | 5 марта 2024     | 21 мая 2024     | TBA              | TBA                    |

## Список эпизодов

### Сезон 1 (2022)
| № общий                                                                                                | № в сезоне | Название                                                          | Режиссёр       | Автор сценария                | Дата премьеры   | Зрители в США (млн) |
| --- | ---------- | ----------------------------------------------------------------- | -------------- | ----------------------------- | --------------- | ------------------- |
| 1 | 1          | «Тротил» «TNT»                                                    | Майкл Оффер    | Миранда Квок                  | 3 января 2022   | 3.65                |
| Став свидетелем убийства, Тони убирает место преступления и начинает жить двойной жизнью.              |            |                                                                   |                |                               |                 |                     |
| 2 | 2          | «Львиное логово» «The Lion's Den»                                 | Джон Эмиел     | Миранда Квок & Мелисса Картер | 10 января 2022  | 3.28                |
| Тони пытается разорвать связи с преступным синдикатом, когда приходит ФБР и задает вопросы.            |            |                                                                   |                |                               |                 |                     |
| 3 | 3          | «Наследие» «Legacy»                                               | Марисоль Адлер | Дэнис Хан                     | 24 января 2022  | 3.22                |
| Гаррет ставит Тони ультиматум, который может поставить под угрозу доступ ее сына к медицинской помощи. |            |                                                                   |                |                               |                 |                     |
| 4 | 4          | «Кабаян» «Kabayan»                                                | Неизвестно     | Неизвестно                    | 31 января 2022  | 3.55                |
| Столкнувшись с неудачей в лечении Луки, Тони отчаянно берет дело в свои руки.                          |            |                                                                   |                |                               |                 |                     |
| 5 | 5          | «Морозильник» «The Icebox»                                        | Неизвестно     | Неизвестно                    | 7 февраля 2022  | 3.32                |
| Гаррет заставляет Тони выбирать между ее верностью Арману и спасением Фионы от депортации.             |            |                                                                   |                |                               |                 |                     |
| 6 | 6          | «Миссия матери» «Mother's Mission»                                | Неизвестно     | Неизвестно                    | 14 февраля 2022 | 3.12                |
| 7 | 7          | «Наш отец, который живет в Вегасе» «Our Father, Who Art in Vegas» | Неизвестно     | Неизвестно                    | 21 февраля 2022 | 3.01                |
| 8 | 8          | «Полноценный гангстер» «Full On Gangsta»                          | Неизвестно     | Неизвестно                    | 28 февраля 2022 | 2.62                |
| 9 | 9          | «Снова возвращаюсь домой» «Coming Home Again»                     | Неизвестно     | Неизвестно                    | 7 марта 2022    | 2.94                |
| 10 | 10         | «Корона» «The Crown»                                              | Неизвестно     | Неизвестно                    | 14 марта 2022   | 2.75                |

### Сезон 2 (2022)
| № общий | № в сезоне | Название                                             | Режиссёр   | Автор сценария | Дата премьеры    | Зрители в США (млн) |
| ------- | ---------- | ---------------------------------------------------- | ---------- | -------------- | ---------------- | ------------------- |
| 11      | 1          | «Грехи отца» «Sins of the Father»                    | Неизвестно | Неизвестно     | 19 сентября 2022 | 2.40                |
| 12      | 2          | «Лоло и Лола» «Lolo and Lola»                        | Неизвестно | Неизвестно     | 26 сентября 2022 | 2.24                |
| 13      | 3          | «Дьявол, которого ты знаешь» «El Diablo Que Conoces» | Неизвестно | Неизвестно     | 3 октября 2022   | 2.31                |
| 14      | 4          | «Это зависит от вас» «Bahala Na»                     | Неизвестно | Неизвестно     | 11 октября 2022  | 2.26                |
| 15      | 5          | «Британец» «The Brit»                                | Неизвестно | Неизвестно     | 18 октября 2022  | 2.11                |
| 16      | 6          | «Оазис» «Paradise Lost»                              | Неизвестно | Неизвестно     | 25 октября 2022  | 2.22                |
| 17      | 7          | «Правда или последствия» «Truth or Consequences»     | Неизвестно | Неизвестно     | 8 ноября 2022    | 2.28                |
| 18      | 8          | «Супружеская привилегия» «Spousal Privilege»         | Неизвестно | Неизвестно     | 15 ноября 2022   | 2.07                |
| 19      | 9          | «Спросите» «The Ask»                                 | Неизвестно | Неизвестно     | 29 ноября 2022   | 2.19                |
| 20      | 10         | «Доверие» «Trust»                                    | Неизвестно | Неизвестно     | 6 декабря 2022   | 1.54                |
| 21      | 11         | «Святилище» «Sanctuary»                              | Неизвестно | Неизвестно     | 13 декабря 2022  | 2.09                |
| 22      | 12         | «Наконец-то» «At Long Last»                          | Неизвестно | Неизвестно     | 13 декабря 2022  | 2.09                |

### Сезон 3 (2024)
| № общий | № в сезоне | Название                      | Режиссёр       | Автор сценария | Дата премьеры | Произв. код | Зрители в США (млн) |
| --- | ---------- | ----------------------------- | -------------- | -------------- | ------------- | ----------- | ------------------- |
| 23 | 1          | «Арман» «Arman»               | Тимоти Басфилд | Миранда Квок   | 5 марта 2024  | T54.10301   | 1.83                |
| Когда Арман таинственным образом исчезает, Тони и Надя неохотно объединяются, чтобы найти его. Тем временем Фиона пытается справиться с последствиями своей депортации на Филиппины и воссоединяется со старым другом. |            |                               |                |                |               |             |                     |
| 24 | 2          | «Для моего сына» «For My Son» | Тимоти Басфилд | Неизвестно     | 12 марта 2024 | T54.10302   | 1.42                |
| Тони обращается к Рамоне, чтобы вернуть Фиону в Соединенные Штаты, но оказывается в долгу. Тем временем секрет, который Фиона скрывала десятилетиями, выходит наружу, создавая трения между ней и членами семьи.       |            |                               |                |                |               |             |                     |

## Производство

### Разработка
7 апреля 2022 года телеканал FOX продлил телесериал на второй сезон.

### Съемки
Съемки пилотного эпизода стартовали в Нью-Мексика 10 марта 2020 года, но через три дня были оставлены из-за COVID-19 пандемии.